# محجوب عبيد طه
محجوب عبيد طه(1937م) سوداني الجنسية ولد بمدينة القطينة بالسودان عالم فيزيائي حاز علي درجه الدكتوراه والاستاذيه من جامعه كامبردج، المملكة المتحدة.

## ولادته ووفاته
ولد بمدينة القطينة بالسودان سنة 1937م وتوفى بمدينة الرياض بالمملكة العربية السعودية في 26 أغسطس 2000م – 26 جمادى الآخرة 1421 هـ.

## تعليمه
- جميع مراحل التعليم قبل الجامعي بالسودان
- بكالوريوس العلوم (رياضيات) بمرتبة الشرف الأولى من جامعة درهام ببريطانيا سنة 1964.
- دكتوراه في الفيزياء من جامعة كامبردج بريطانيا (1967)

## أعماله
- محاضر ثم أستاذ مشارك ثم أستاذ الفيزياء بجامعة الخرطوم حتى عام 1976م
- أستاذ الفيزياء بجامعة الملك سعود حتى وفاته
- عين عميداً لكلية العلوم بجامعة الخرطوم عام 1974م
- اختير زميل أبحاث في كلية داوننج بكامبردج عام 1966م
- عين زميلاً في معهد الدراسات المتقدمة ببرنستون عام 1967م
- عين زميل ابحاث في المركز العالمي للفيزياء النظرية بتريست 1968م
- عين زميلاً أول بالمركز العالمي للفيزياء النظرية بتريست 1975م
- كان عضواً للجمعية الفيزيائية الأمريكية
- كان عضواً في لجنة الطاقة الذرية السودانية
- كان عضواً في العديد من المجالس الجامعية بجامعتي الخرطوم والملك سعود
- مثل جامعتي الخرطوم والملك سعود في العديد من المؤتمرات العالمية
- كان عضواً في هيئات تحرير العديد من المجلات العلمية المتخصصة ورأس تحرير مجلة كلية العلوم بجامعة الملك سعود
- أشرف على العديد من رسالات الماجستير والدكتوراه بجامعتي الخرطوم والملك سعود

## الإنجازات العلمية
- قدم أول تعميم نسبوي (بالإنجليزية: relativistic generalization)‏ لمعادلات فادييف لتصادمات ثلاثة جسيمات مع ثلاثة جسيمات في نطاق نظرية مصفوفة التشتت.[1]
- قدم طريقة رياضية جديدة سميت بطريقة طه (بالإنجليزية: Taha Method)‏ لتحليل التكاملات على متغيرات الاندفاع في التفاعلات الكهرومغناطيسية والتفاعلات الضعيفة، كما ابتكر «قواعد جمع طه» (بالإنجليزية: Taha Sum Rules)‏ التي برهنت صحتها في نظرية الاضطراب.[2]
- اثبت تكافؤ مدخلين للتحليل النظري في الفيزياء والجسيمات الأولية مدخل «الجبرا الوقت الواحد» (بالإنجليزية: Equal-time Algebra)‏ ومدخل «متبادلات مخروط الضوء» (بالإنجليزية: Light Cone Commutators)‏.[3]
- اكتشف مع زملائه في المجموعة النظرية في الخرطوم قانون جمع جديد (بالإنجليزية: Sum rule)‏ في تفاعل البروتون الكترون وذلك في اطار موضوع السببية في نظرية الجسيمات الأولية.
- حقق نتائج هـامة في موضوع زمرة إعادة التطبيع (بالإنجليزية: renormalization group)‏.[4]

```
* نشر أكثر من ستين بحثاً في مجلات علمية عالمية مرموقة
```

## الاهتمامات الثقافية والفلسفية
قدم العديد من المحاضرات وكتب العديد من المقالات في فلسفة العلوم، وبنية النظريات العلمية، ومفهوم القوانين الطبيعية، ومفهوم الزمن وبداية الكون والإعجاز العلمي للقرآن، واتساق الايمان والعلم الطبيعي